# Иванов, Пётр Валерьевич
Пётр Валерьевич Иванов (род. 15 января 1970, Москва, СССР) — российский политик, специалист в области управления транспортом. Глава «Дальневосточного морского пароходства» (с 2024 года). Заместитель руководителя Федеральной антимонопольной службы (2021—2024), генеральный директор АО «Скоростные магистрали» (2020—2021), генеральный директор АО «Федеральная пассажирская компания» (2016—2020), заместитель Председателя Правительства Московской области — министр транспорта Московской области (2015—2016), заместитель Председателя Правительства Московской области (2013—2015), генеральный директор ГУП «Мосгортранс» (2006—2013). Президент Федерации триатлона России (2016—2020). Президент Всероссийской федерации лёгкой атлетики (2020—2024).

## Биография

### Ранние годы
Родился 15 января 1970 года в Москве. Мать — Наталья, родилась в Москве, работала в Центральной научной сельскохозяйственной библиотеке (ЦНСКБ ВАСХНИЛ СССР). Отчим — Юрий, журналист. В 1988—1989 годах служил в в войсках противовоздушной обороны в УССР в городе Мариуполь. В 1993 году закончил Государственную финансовую академию, по специальности «Международные экономические отношения». В 2005 — ГОУ ВПО «Московская государственная юридическая академия», по специальности «Юриспруденция», с красным дипломом.

### Семья и личная жизнь
Имеет шестерых детей. Увлекается триатлоном, чтением (философская и историческая литература). Занимается парашютным спортом и мототуризмом. Награждён золотым значком ГТО.

## Карьера

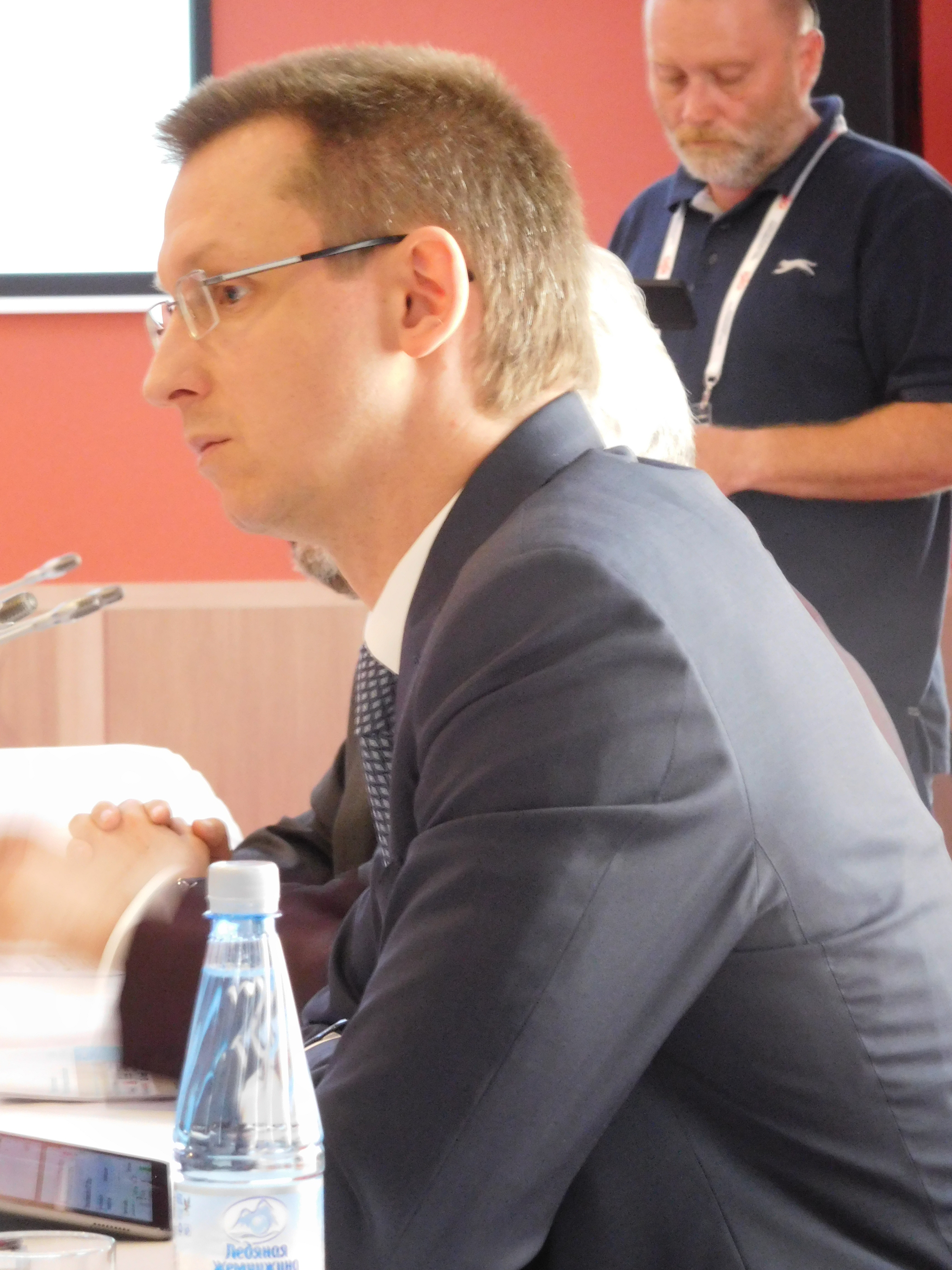
Пётр Иванов на мировом железнодорожном форуме 1520 в Сочи, 8 июня 2017 года

Во время учёбы в Финансовой академии на третьем курсе пошел работать в КБ «Кредо банк». В 1991—1992 годах — заместитель начальника отдела, главный экономист банка. Участвовал в становлении валютного рынка в Российской Федерации. С 1992 по 1998 год работает в АКБ «Монтажспецбанк». За годы работы прошел путь от начальника валютного отдела до председателя правления. С 1998 по 2005 год работал в ГУП «Мосгортранс» заместителем руководителя по имущественно-экономическому блоку.
В 2005 году перешел на работу в Департамент транспорта и связи города Москвы. 13 июня 2006 года распоряжением Правительства Москвы назначен генеральным директором ГУП «Мосгортранс».
С сентября 2013 года до мая 2015 года — заместитель председателя Правительства Московской области. С мая 2015 года до января 2016 года — заместитель председателя Правительства Московской области — министр транспорта Московской области.
С января 2016 года до октября 2020 года — генеральный директор АО «ФПК».
С октября 2020 года — генеральный директор АО «Скоростные магистрали».
С января 2021 года по август 2024 года — заместитель руководителя Федеральной антимонопольной службы.
С сентября 2024 года — генеральный директор ООО «Росатом Логистика» (логистический дивизион «Росатома»).
В сентябре 2024 года также назначен президентом ПАО «Дальневосточное морское пароходство» (ДВМП). В октябре избран председателем правления. В августе 2025 года в ДВМП произошла смена должности главы компании — Пётр Иванов вместо президента стал генеральным директором.
С июня 2025 года входит в президиум Союза операторов железнодорожного транспорта (СОЖТ).

## Общественная деятельность
- С декабря 2016 года по ноябрь 2020 года — президент Федерации триатлона России (ФТР)[18]. В качестве президента Федерации триатлона России принял участие в очередном выборном конгрессе Международного союза триатлона ITU 10-11 декабря 2016 года[19][20] и в очередном выборном конгрессе Европейского союза триатлона ETU[21]. С 20 по 21 октября 2017 года провёл Первую всероссийскую конференцию организаторов соревнований по триатлону[22].

- С ноября 2020 года по ноябрь 2024 года — президент Всероссийской федерации лёгкой атлетики. В феврале 2021 года временно покидал пост в связи с решением по иску Всемирного антидопингового агентства к Российскому антидопинговому агентству. В декабре 2022 года вновь вернулся на должность председателя федерации.